# Herchenbach (Much)
Herchenbach war ein Ortsteil der Gemeinde Much im Rhein-Sieg-Kreis. Heute gehört er zur Ortschaft Feld.

## Lage
Herchenbach liegt auf den Hängen des Bergischen Landes. Nachbarorte sind Feld im Nordosten und Hardt im Nordwesten. Herchenbach ist über die Landesstraße 352 erreichbar.

## Einwohner
1901 hatte das Gehöft 14 Einwohner. Hier lebten die Haushalte Ackerin Witwe Gerhard Franken, Ackerer Joh. Höhner, Ackerer Friedrich Schneider und Fuhrmann Heinrich Josef Schneider sowie Ackerer Joh. Josef Weeg.